# الجلبي (لقب)

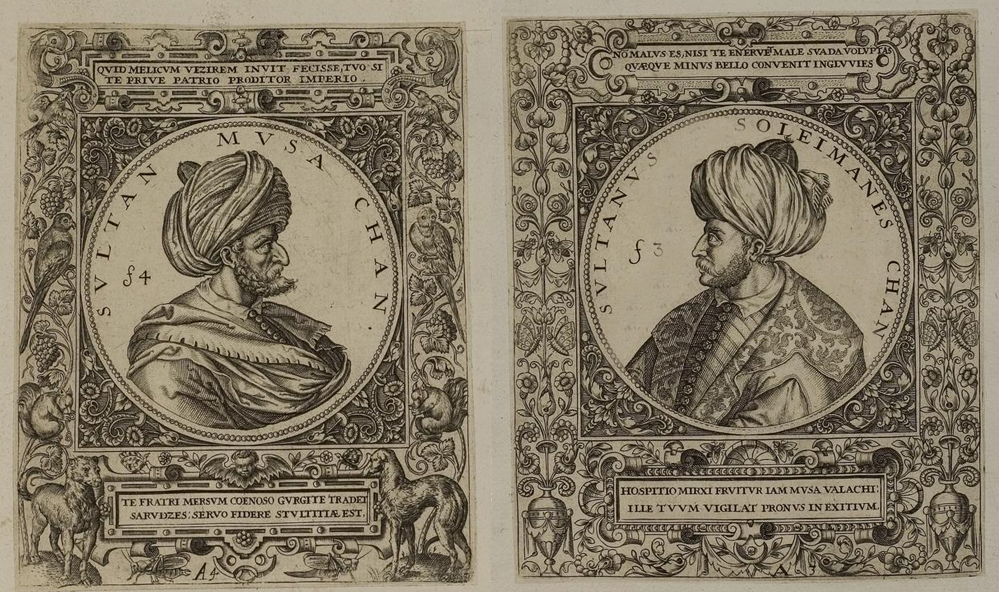

لقب جلبي (بالتركية: Çelebi)‏ هو لقب عائلة تركي الأصل، ويُكتب بلغة العثمانية چلبي ويُنطق ( تشلبي ). يعني الرجل القوي والحكيم ويشير كذلك إلى النبلاء والقادة. استخدم طيلة عمر الدولة العثمانية كلقب رسمي فقد كان يستخدمه أمراؤها في بداية الدولة واستخدمه المماليك للكتاب في دواوينها، وتوارثت عوائل عربية كثيرة حمل هذا اللقب من أيام العهد العثماني كلقب عائلي، وقد توقف استعمال هذا اللقب بشكل رسمي في تركيا بعد نهاية الدولة العثمانية. كان يحمل هذا اللقب من تركيا، أشخاص منهم:
- أبناء السلطان بايزيد الأول  في «عهد الفترة» التي حدثت فيها الفوضى السياسية والحرب الأهلية التي أعقبت وفاة السلطان بايزيد الأول وكادت تقضي مبكرًا على الدولة العثمانية لولا نجاح السلطان محمد الأول العثماني في إعادة ترميم الدولة، وهو الذي أطلق عليه رعاياه لقب (جلبي) أي النبيل، حيث كان مُحباً للشعر والأدب، شهماً محباً للعدل. 
  1. عيسى جلبي.
  2. موسى جلبي.
  3. محمد جلبي (محمد الأول العثماني).
  4. مصطفى جلبي.
  5. سليمان جلبي.
- أوليا جلبي.
- لاكري حسن جلبي.
- حاجي خليفة ويعرف كذلك بلقبه كاتب جلبي.
- هزارفن أحمد جلبي.
- أبو السعود أفندي.